# 毕尔巴鄂神圣皇家仁慈堂

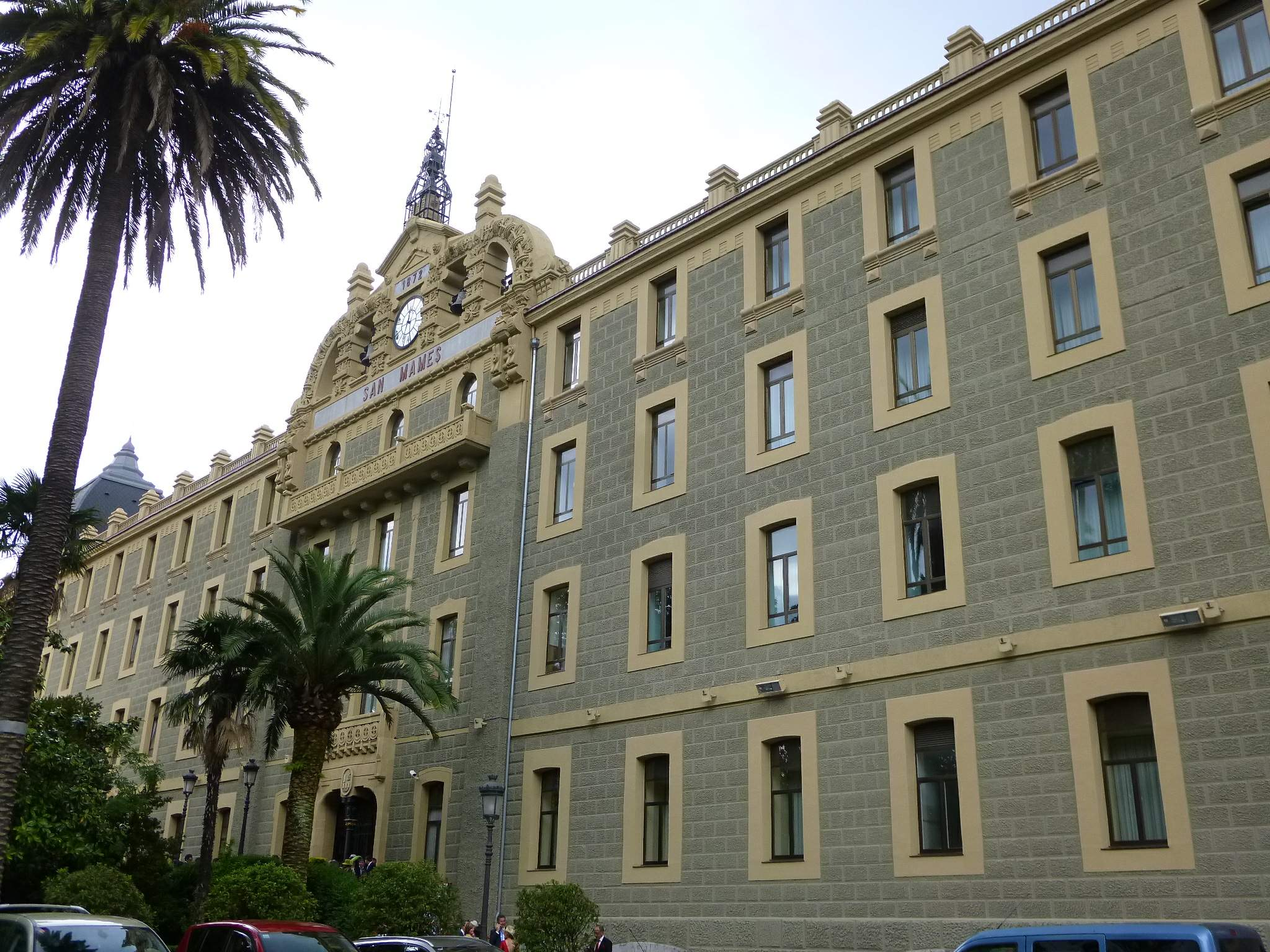

毕尔巴鄂神圣皇家仁慈堂（西班牙語：Santa y Real Casa de Misericordia de Bilbao）成立于1774年，是毕尔巴鄂的一个慈善机构，致力于帮助最需要帮助的人。
小堂的主保圣人圣马梅斯（Mamés，259-275）是一位三世纪的殉道男孩，传说他驯服了被刽子手抛弃的狮子。因此，毗邻的足球场命名为圣马梅斯球场，而毕尔巴鄂竞技俱乐部的球员也被称为“狮子”。

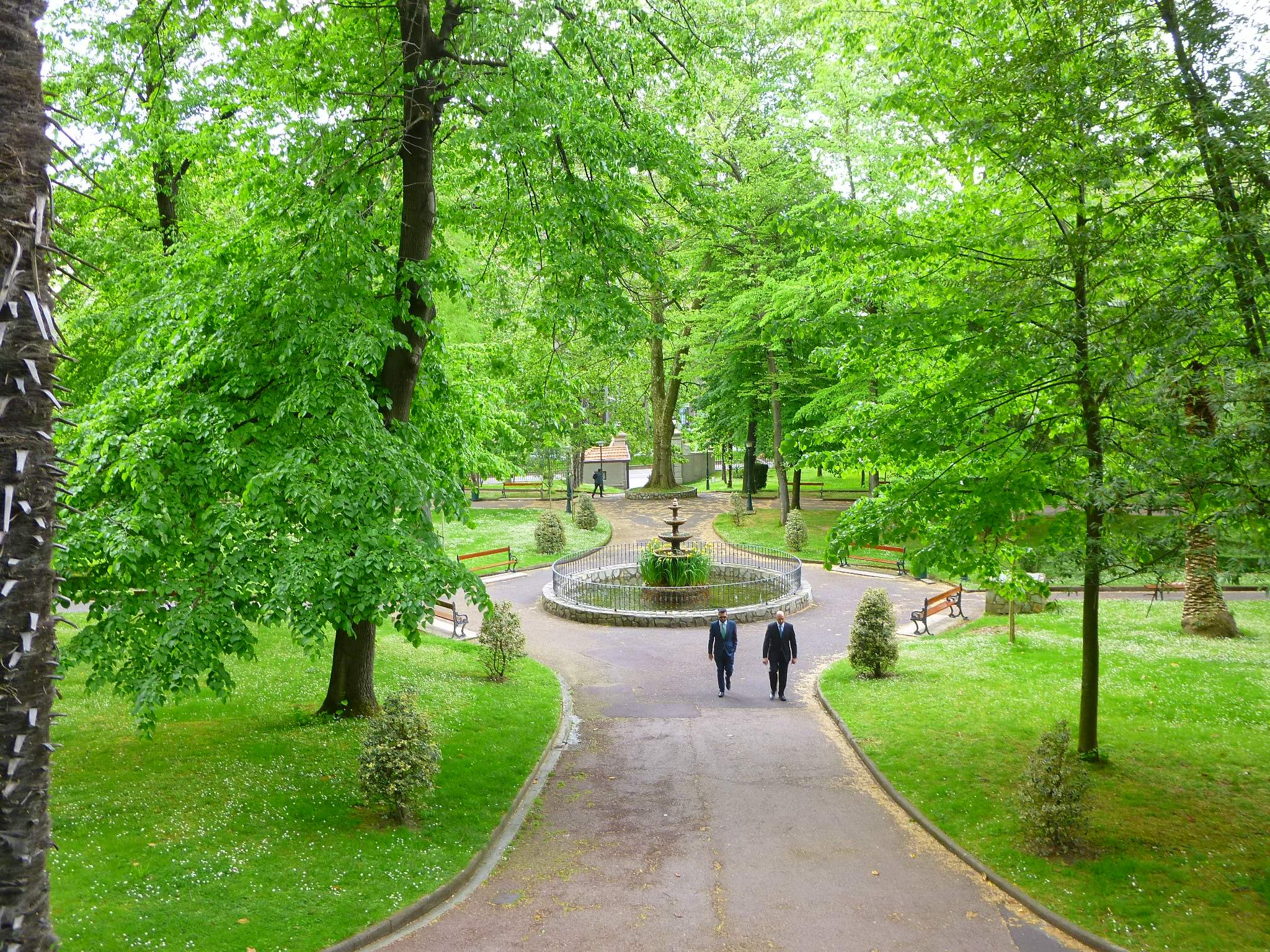
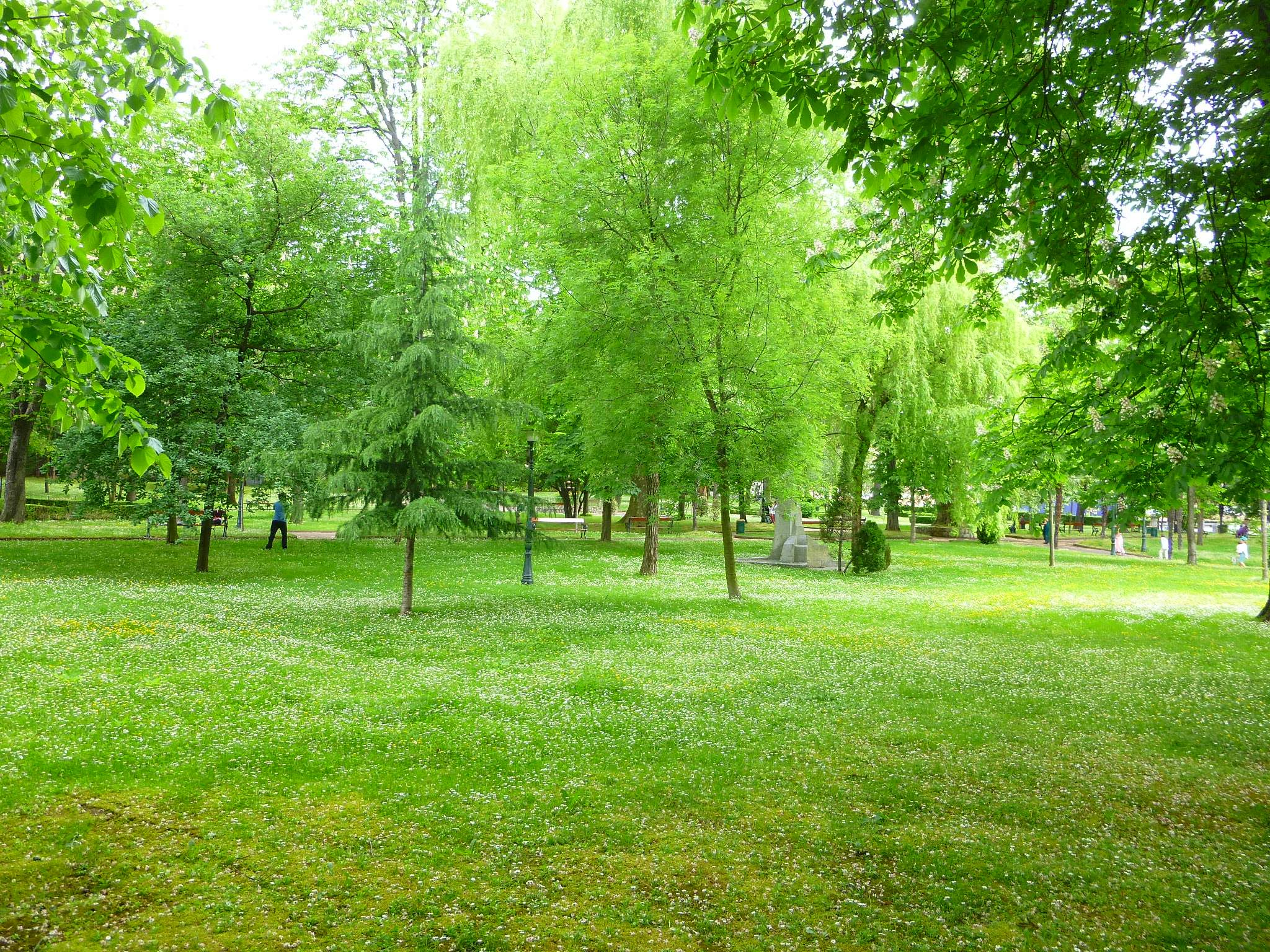
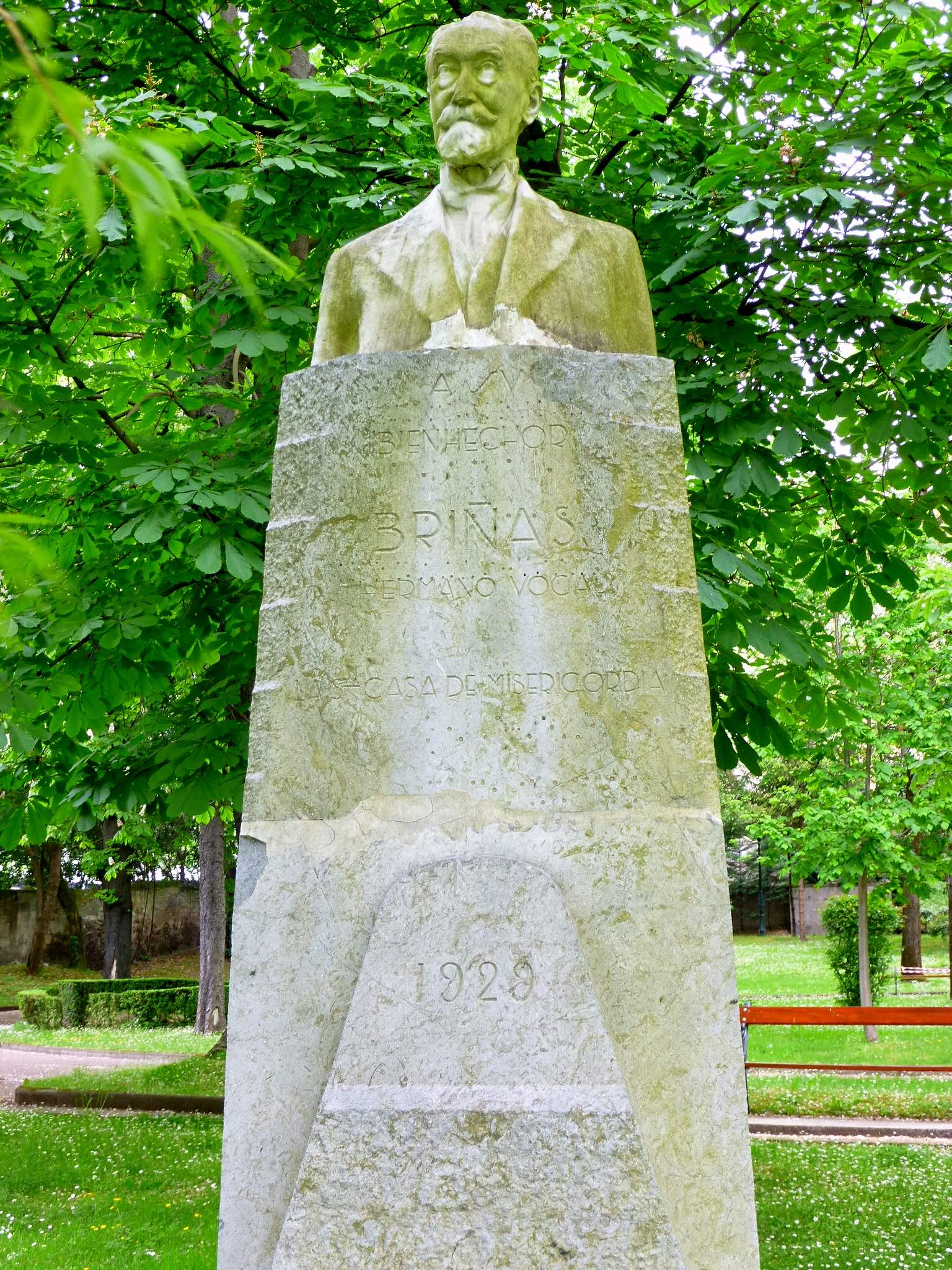
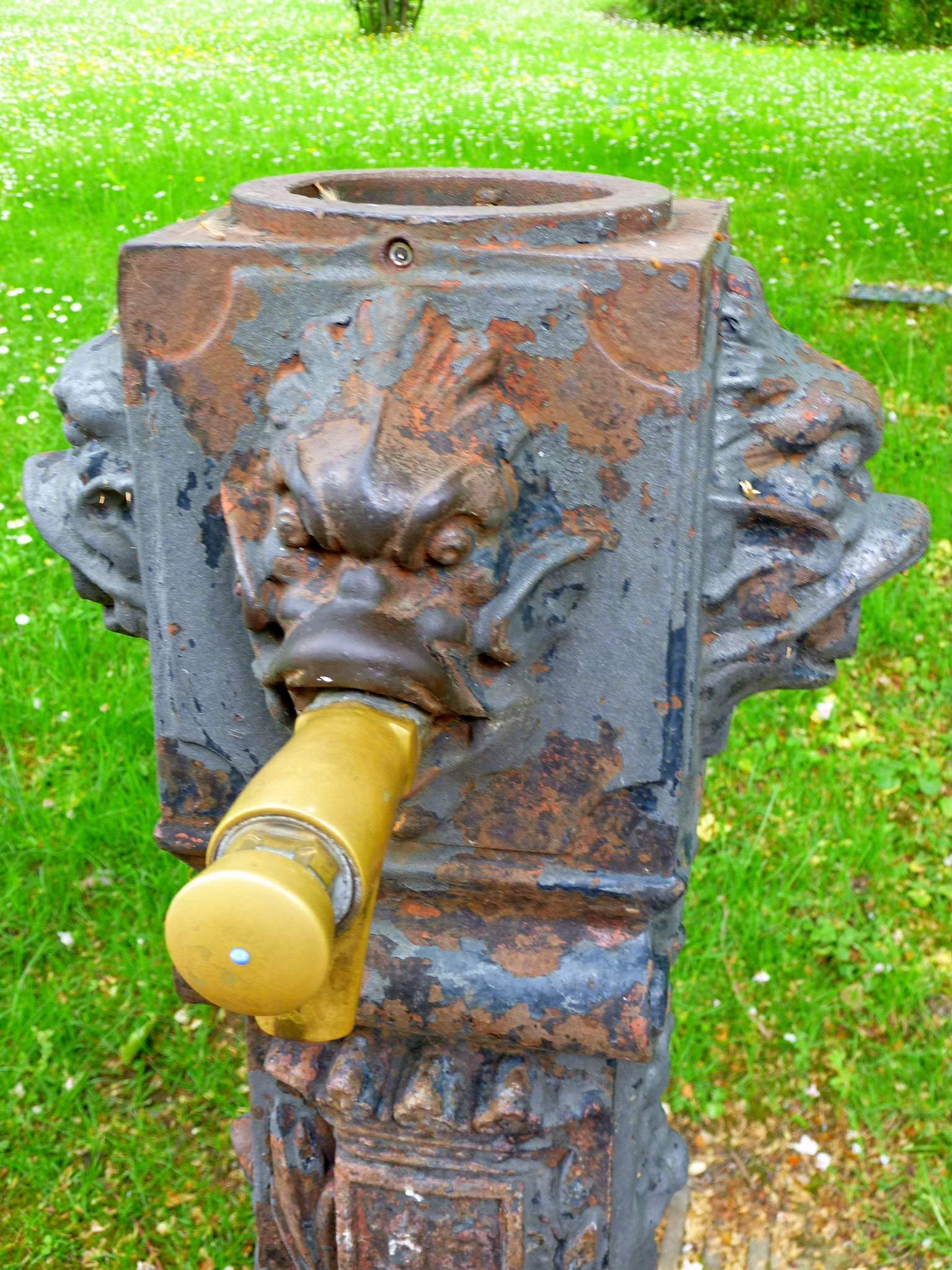
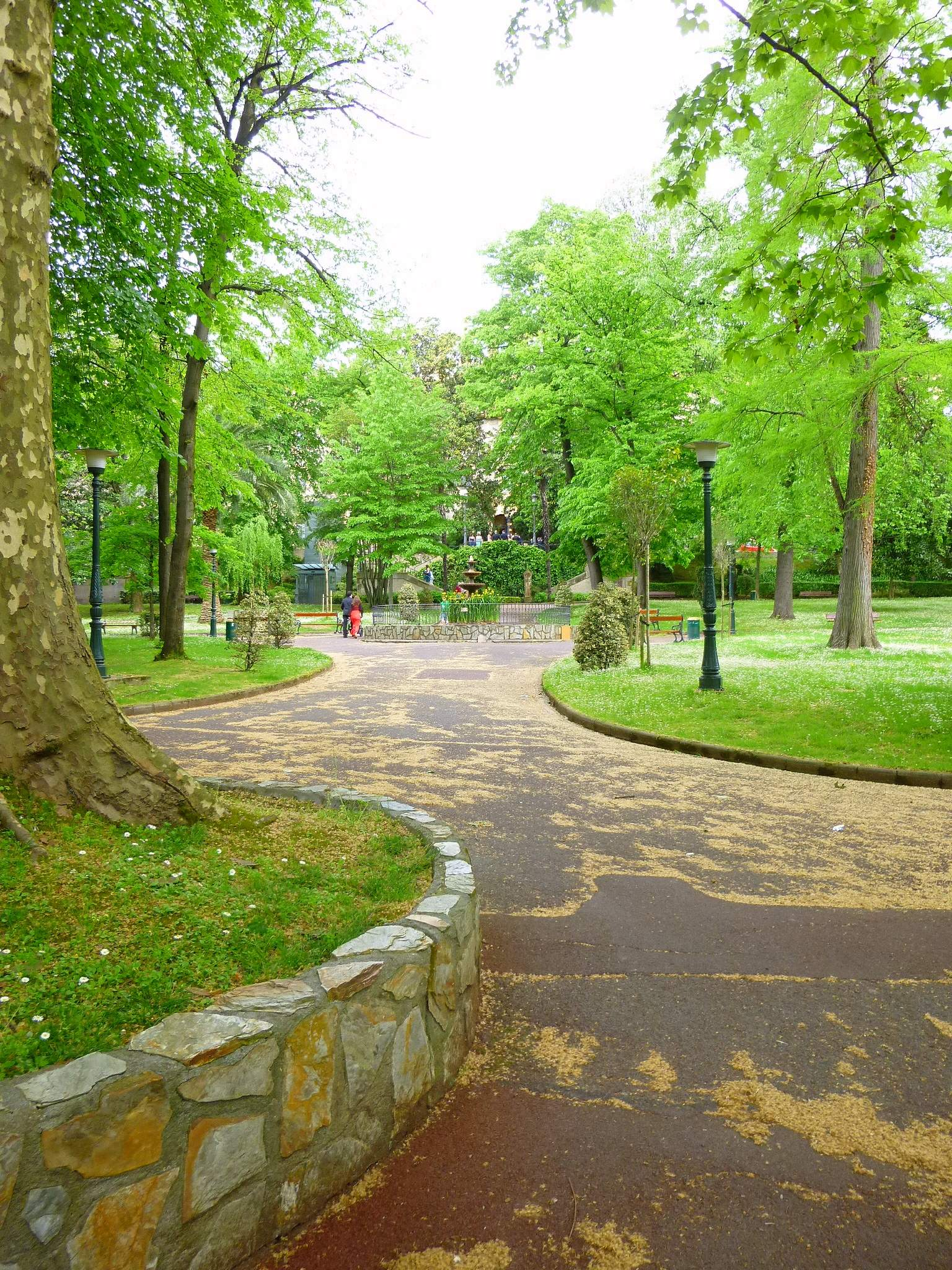

## 周边建筑
- 圣马梅斯球场
- Hotel Hesperia Zubialde
- Palacio Euskalduna
- 耶稣圣心广场（Plaza del Sagrado Corazón de Jesús）